# 裸芸香
裸芸香（学名：Psilopeganum sinense）为芸香科裸芸香属下的一个种。